# Ministerium für Landwirtschaft, ländliche Räume, Europa und Verbraucherschutz des Landes Schleswig-Holstein
Das Ministerium für Landwirtschaft, ländliche Räume, Europa und Verbraucherschutz des Landes Schleswig-Holstein (MLLEV) ist ein Ministerium der Landesregierung Schleswig-Holsteins. Minister im Kabinett Günther II ist seit dem 29. Juni 2022 Werner Schwarz (CDU). Ihm steht Anne Benett-Sturies als Staatssekretärin zur Seite.

## Geschichte
Ein Ministerium für Landwirtschaft, Ernährung und Forsten existierte bereits 1946 in der ersten Landesregierung von Schleswig-Holstein. 2003 wurde es mit dem Umweltministerium vereinigt, 2022 jedoch in seiner heutigen Form und mit zusätzlichen Zuständigkeiten für Europa und Verbraucherschutz neugegründet.
Folgende Minister waren bisher in Schleswig-Holstein für Landwirtschaft zuständig:
| Name                                                                         | Amtsantritt                                                              | Kabinett                                                      | Partei                                             |
| Minister für Landwirtschaft, Ernährung und Forsten                           | Minister für Landwirtschaft, Ernährung und Forsten                       | Minister für Landwirtschaft, Ernährung und Forsten            | Minister für Landwirtschaft, Ernährung und Forsten |
| ---------------------------------------------------------------------------- | ------------------------------------------------------------------------ | ------------------------------------------------------------- | -------------------------------------------------- |
| Willy Rickers                                                                | 11. April 1946                                                           | Steltzer I                                                    | CDU                                                |
| Minister für Ernährung und Landwirtschaft                                    |                                                                          |                                                               |                                                    |
| Hans Bundtzen                                                                | 2. Dezember 1946                                                         | Steltzer II                                                   | CDU                                                |
| Minister für Ernährung, Landwirtschaft und Forsten                           |                                                                          |                                                               |                                                    |
| Erich Arp                                                                    | 28. April 1947                                                           | Lüdemann                                                      | SPD                                                |
| Bruno Diekmann                                                               | 2. Februar 1948 29. August 1949                                          | Lüdemann Diekmann                                             | SPD                                                |
| Otto Wittenburg                                                              | 5. September 1950                                                        | Bartram                                                       | DP                                                 |
| Friedrich Wilhelm Lübke (kommissarisch)                                      | 25. Juni 1951                                                            | Lübke I                                                       | CDU                                                |
| Claus Sieh                                                                   | 27. Juli 1951 11. Oktober 1954 27. Oktober 1958                          | Lübke II von Hassel I von Hassel II                           | DP / CDU                                           |
| Ernst Engelbrecht-Greve                                                      | 29. Oktober 1962 7. Januar 1963 3. Mai 1967 24. Mai 1971                 | von Hassel II Lemke I Lemke II Stoltenberg I                  | CDU                                                |
| Günter Flessner                                                              | 26. Mai 1975 29. Mai 1979 4. Oktober 1982 13. April 1983 2. Oktober 1987 | Stoltenberg II Stoltenberg III Barschel I Barschel II Schwarz | CDU                                                |
| Minister für Ernährung, Landwirtschaft, Forsten und Fischerei                |                                                                          |                                                               |                                                    |
| Hans Wiesen                                                                  | 31. Mai 1988 5. Mai 1992 19. Mai 1993                                    | Engholm I Engholm II Simonis I                                | SPD                                                |
| Minister für Ländliche Räume, Landwirtschaft, Ernährung und Tourismus        |                                                                          |                                                               |                                                    |
| Hans Wiesen                                                                  | 22. Mai 1996                                                             | Simonis II                                                    | SPD                                                |
| Klaus Buß                                                                    | 5. Mai 1998                                                              | Simonis II                                                    | SPD                                                |
| Minister für Ländliche Räume, Landesplanung, Landwirtschaft und Tourismus    |                                                                          |                                                               |                                                    |
| Ingrid Franzen                                                               | 28. März 2000                                                            | Simonis III                                                   | SPD                                                |
| Minister für Umwelt, Naturschutz und Landwirtschaft                          |                                                                          |                                                               |                                                    |
| Klaus Müller                                                                 | 1. März 2003                                                             | Simonis III                                                   | Grüne                                              |
| Minister für Landwirtschaft, Umwelt und ländliche Räume                      |                                                                          |                                                               |                                                    |
| Christian von Boetticher                                                     | 27. April 2005                                                           | Carstensen I                                                  | CDU                                                |
| Juliane Rumpf                                                                | 27. Oktober 2009                                                         | Carstensen II                                                 | CDU                                                |
| Minister für Energiewende, Landwirtschaft, Umwelt und ländliche Räume        |                                                                          |                                                               |                                                    |
| Robert Habeck                                                                | 12. Juni 2012                                                            | Albig                                                         | Grüne                                              |
| Minister für Energiewende, Landwirtschaft, Umwelt, Natur und Digitalisierung |                                                                          |                                                               |                                                    |
| Robert Habeck                                                                | 28. Juni 2017                                                            | Günther I                                                     | Grüne                                              |
| Jan Philipp Albrecht                                                         | 1. September 2018                                                        | Günther I                                                     | Grüne                                              |
| Monika Heinold (kommissarisch)                                               | 2. Juni 2022                                                             | Günther I                                                     | Grüne                                              |
| Minister für Landwirtschaft, ländliche Räume, Europa und Verbraucherschutz   |                                                                          |                                                               |                                                    |
| Werner Schwarz                                                               | 29. Juni 2022                                                            | Günther II                                                    | CDU                                                |

## Nachgeordnete Ämter und Behörden
Dem Ministerium sind folgende Landesbehörden und Einrichtungen nachgeordnet:
- Landesamt für Landwirtschaft und nachhaltige Landentwicklung, auch in der Funktion als untere Forstbehörde (Flintbek)
- Landeslabor Schleswig-Holstein (Neumünster)